# Galleria nazionale d'arte moderna e contemporanea

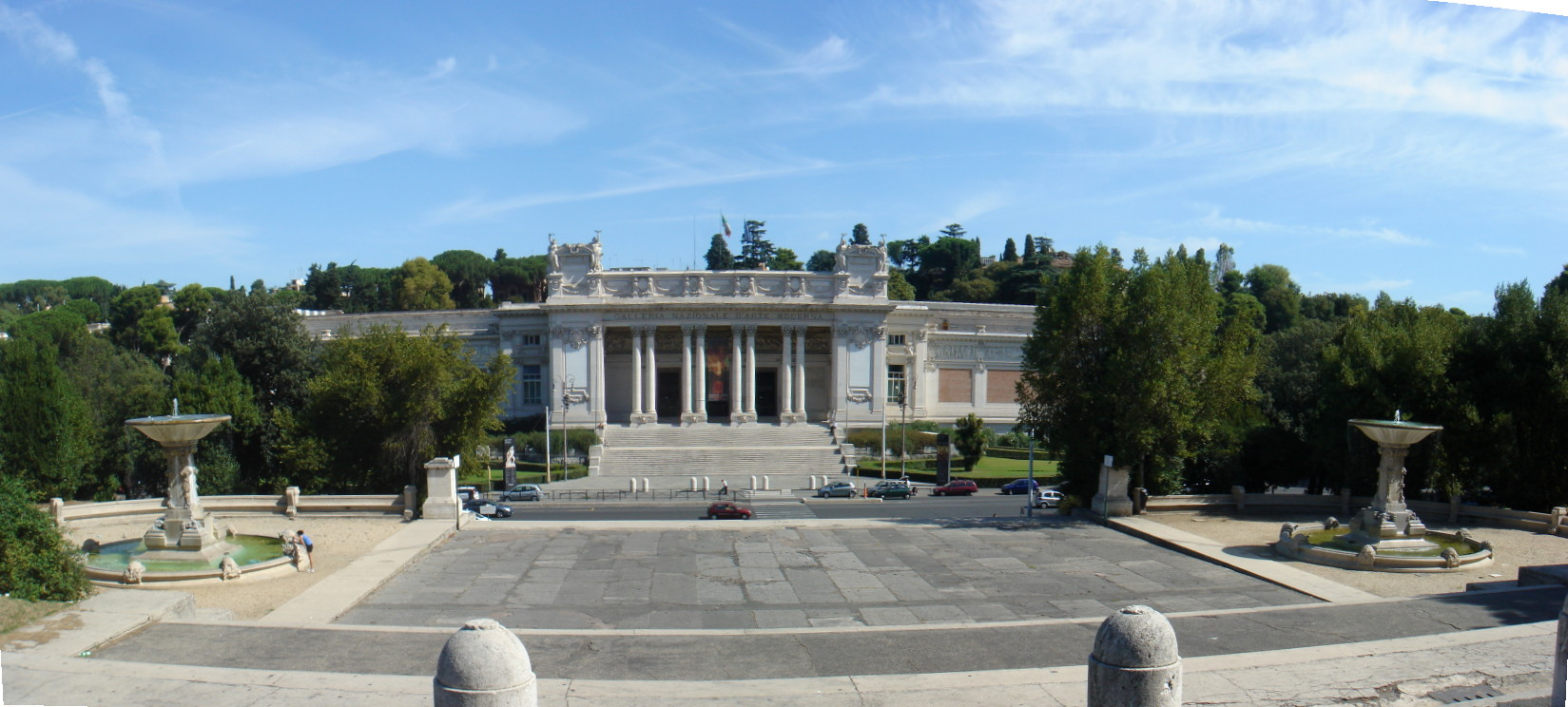
Museumgebouw van de GNAM

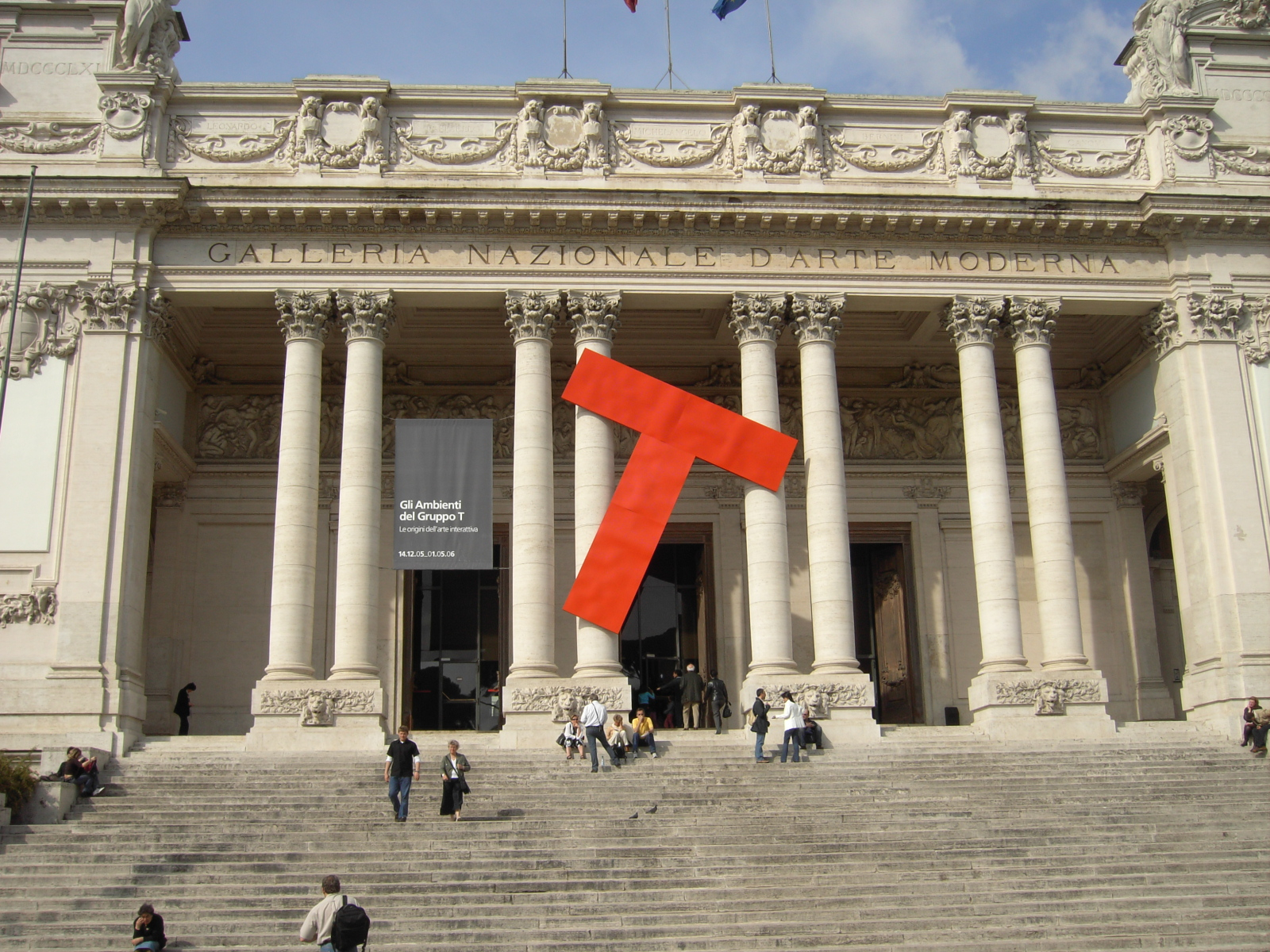
GNAM met tentoonstelling Gruppo T

Galleria nazionale d'arte moderna e contemporanea (GNAM) is het nationale museum voor moderne en hedendaagse kunst, gelegen in het park Villa Borghese in de Italiaanse hoofdstad Rome.

## Het museum
Het museum is gesticht in 1883 en was aanvankelijk gehuisvest in het Palazzo delle Esposizioni van de architect Pio Piacento. Het museum kreeg zijn huidige hoofdgebouw in 1915. Dit gebouw aan de Viale delle Belle Arti 131 dateert uit 1911 en werd ontworpen door Cesare Bazzani, die het expositiegebouw in de periode 1933 tot 1934 van een uitbreiding voorzag. Een nieuw gebouw ontworpen door Luigi Cosenza werd geopend in 1988, maar sloot tien jaar later om veiligheidsredenen. Een prijswinnend voorstel van Diener & Diener uit 1999-2000 om het gebouw van Cosenza te vervangen door nieuwbouw, werd in 2003 stilgelegd. Later werd besloten het gebouw van Cosenza toch te behouden.
Met de GNAM zijn nog vier andere musea geaffilieerd, te weten:
- Raccolta Manzù, de museumcollectie Giacomo Manzù in Ardea (niet ver van Rome)
- Museo Hendrik C. Andersen, gelegen aan de Via Stanislao Mancine 20 in Rome. Het huis waar de Noors/Amerikaanse schilder/beeldhouwer Hendrik Christiaan Andersen veertig jaar woonde. Een collectie van schilderijen en sculpturen
- Museo Boncompagni Ludovisi, gelegen aan de Via Boncompagni 18 in Rome. Een patriciërswoning met een collectie toegepaste kunst, kostuums en mode
- Museo Mario Praz in het Palazzo Primili in Rome. De collectie schilderijen, sculpturen en meubilair van de essayist Mario Praz

## De collectie
De collectie telt 5000 schilderijen en sculpturen en wordt tentoongesteld in 75 zalen. Tot de verzamelde werken van Italiaanse kunstenaars der negentiende en twintigste eeuw behoren onder anderen:
Giuseppe Abbati, Giacomo Balla, Cristiano Banti, Giuseppe Benassai, Mosè Bianchi, Umberto Boccioni, Giovanni Boldini, Odoardo Borrani, Stefano Bruzzi, Alberto Burri, Giuseppe Cabianca, Michele Cammarano, Vincenzo Camuccini, Giuseppe Capogrossi, Vincenzo Caprile, Giovanni Carnovali, Bernardo Celentano, Vincenzo Chialli, Giorgio de Chirico, Nino Costa, Tranquillo Cremona, Edouardo Dalbono, Marianna Dionigi, Giacomo Favretto, Lucio Fontana, Antonio Fontanesi, Giacinto Gigante, Eugenio Gignous, Domenico Induno, Pio Joris, Antonino Leto, Llewelyn Lloyd, Gian Emilio Malerba, Federico Maldarelli, Antonio Mancini, Giacomo Manzù, Giorgio Morandi, Domenico Morelli, Cesare Mussini, Filippo Palizzi, Giuseppe Pelizza, Salvatore Postiglione, Gaetano Previati, Filadelfo Simi, Francesco Somaini, Armando Spadini en Stefano Ussi.
Voorts worden werken tentoongesteld van internationale kunstenaars als:
Alexander Calder, Paul Cézanne, Alberto Giacometti, Amedeo Modigliani, Georges Braque, Antonio Canova, Edgar Degas, Marcel Duchamp, Christoffer Wilhelm Eckersberg, Gustav Klimt, Wassily Kandinsky, Piet Mondriaan, Claude Monet, Jackson Pollock, Auguste Rodin, Vincent van Gogh en Yves Klein.

## Selectie van tentoongestelde werken

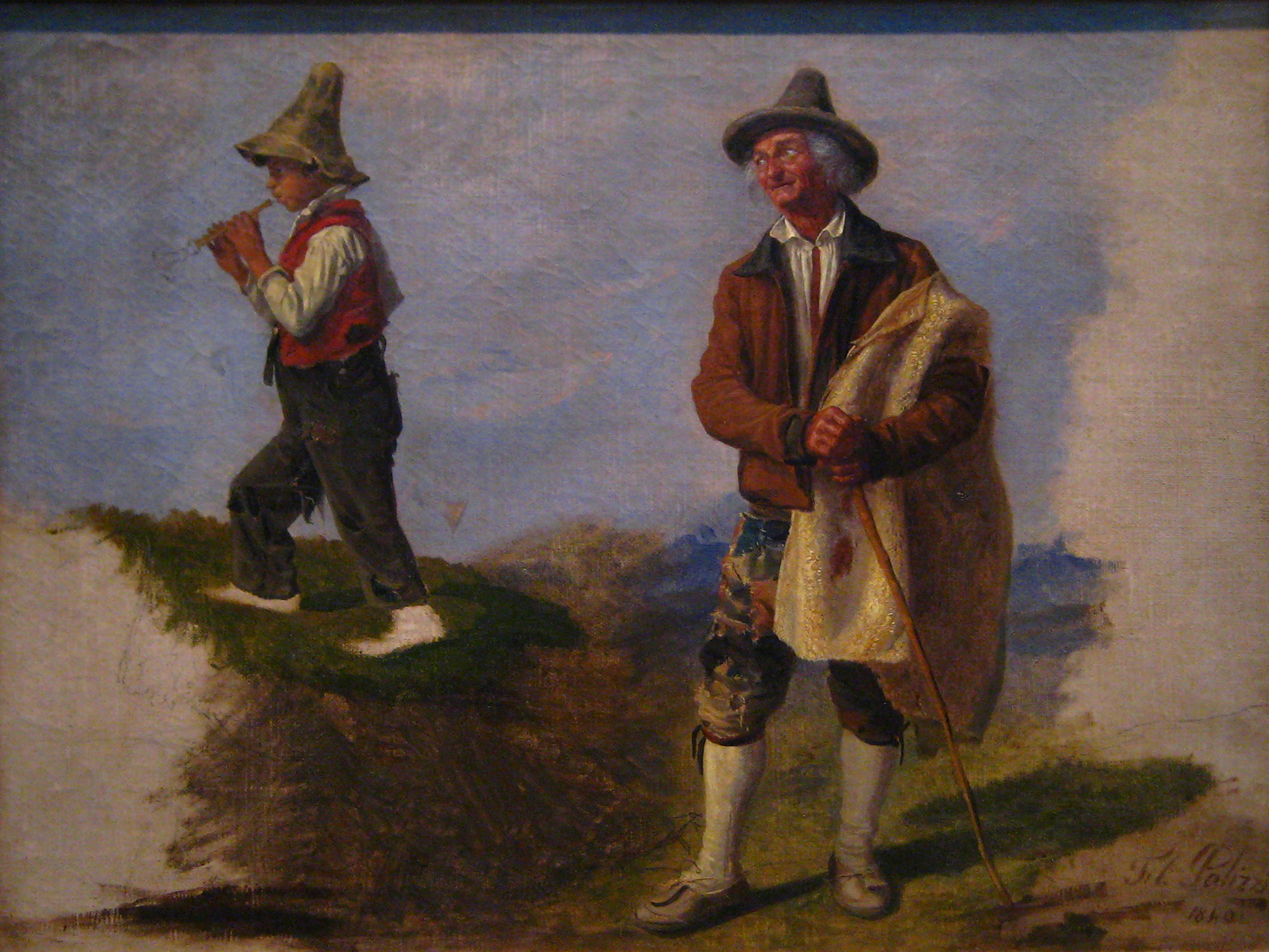
Filippo Palazzi: Un contadino fermo e un contadinello che suona il piffero (Napoli)
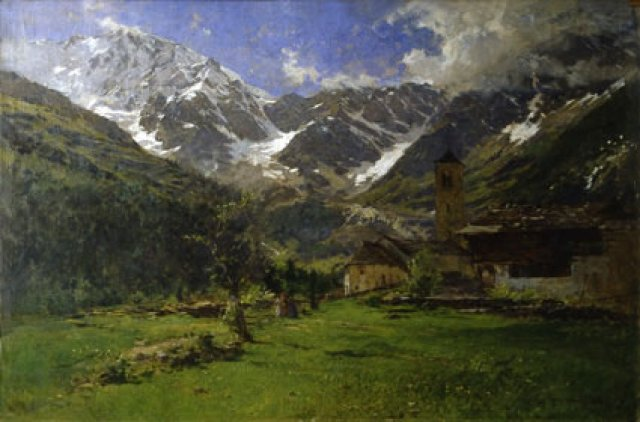
Eugenio Gignous: Monte Rosa
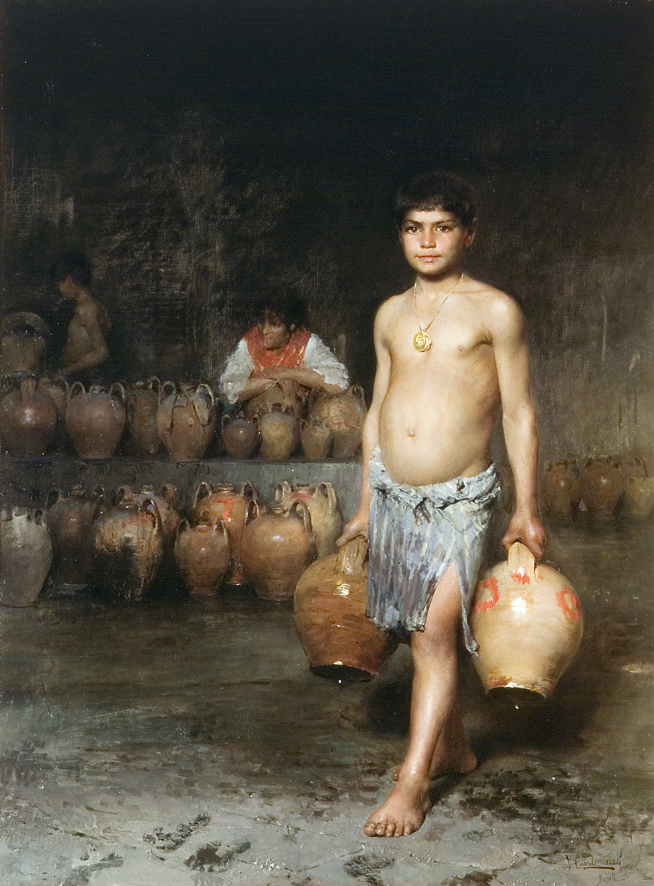
Vincenzo Caprile: L'acqua zurfegna a Santa Lucia
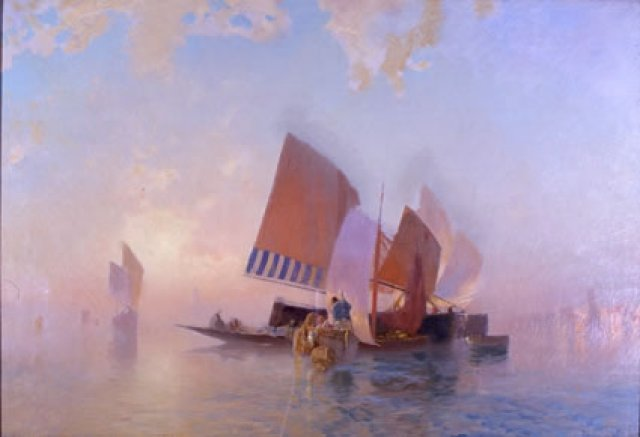
Edouardo Dalbono: Il porto di Venezia

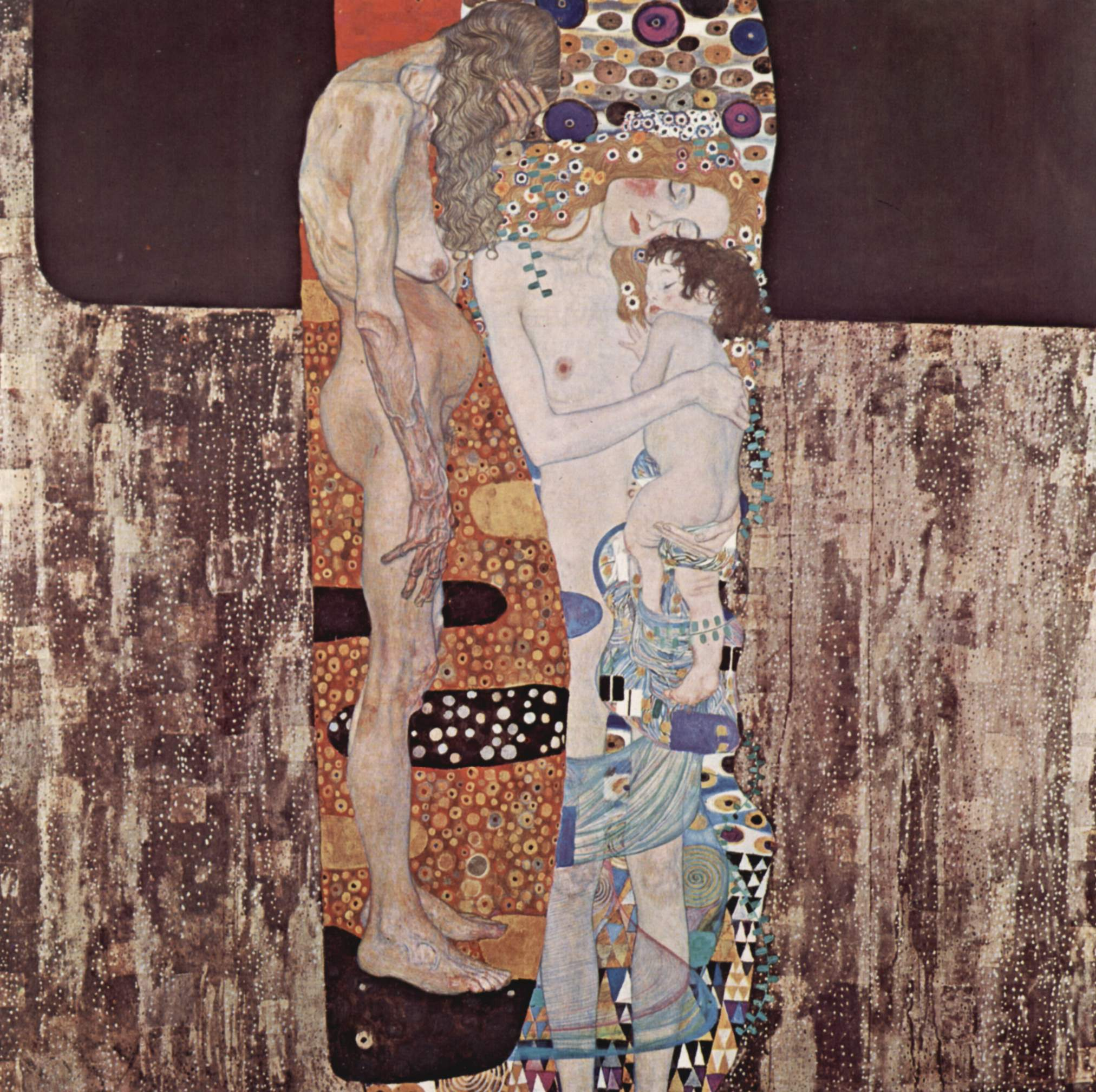
Gustav Klimt: Die drei Lebensalter der Frau 1905
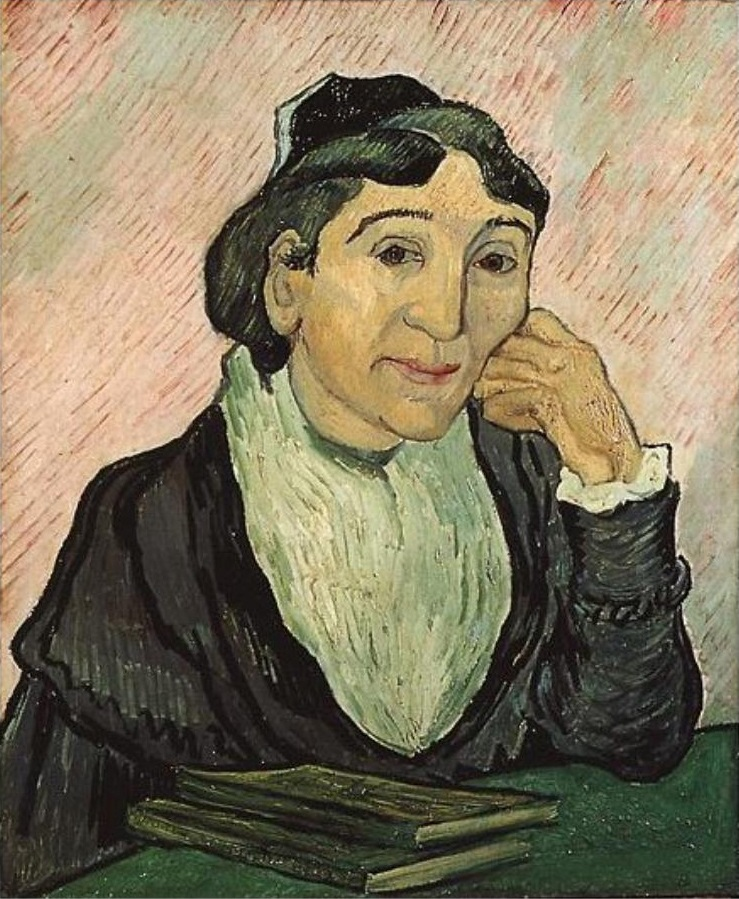
Vincent van Gogh: L'Arlesienne 1890
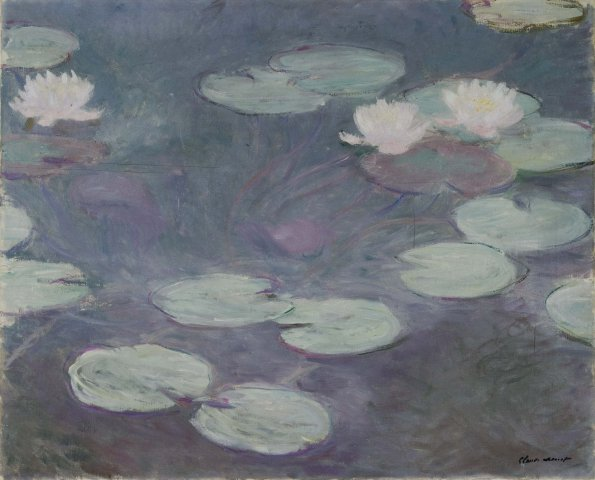
Claude Monet: Waterlelies 1897-1899
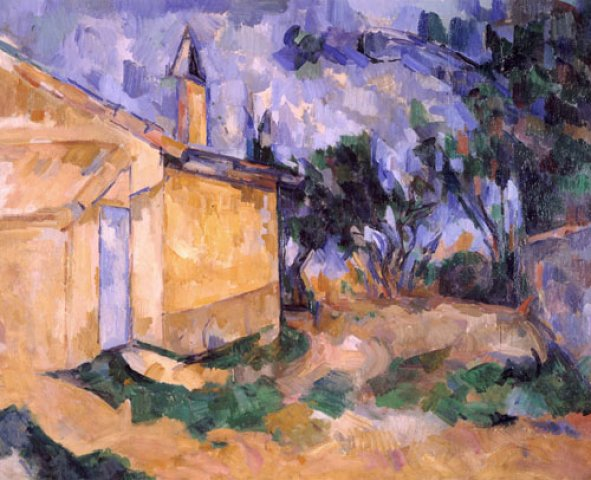
Paul Cézanne: Le Cabanon de Jourdan 1906

Andere musea die zich eveneens in het park Villa Borghese bevinden zijn:
- Galleria Borghese, een museum voor Renaissance kunst
- Villa Giulia of Museo Nazionale Etrusco di Villa Giulia, een museum voor Etruskische kunst